# Plaza de Gaudí
La plaza de Gaudí (oficialmente en catalán: plaça de Gaudí) es una plaza ajardinada del distrito del Ensanche de Barcelona, España, situada frente a la fachada del Nacimiento del Templo Expiatorio de la Sagrada Familia. 
La plaza ocupa la mayor parte de la manzana delimitada por las calles Mallorca, Provenza, Marina y Lepanto. Sus jardines son una obra póstuma del arquitecto paisajista Nicolau Rubió i Tudurí, responsable también de la urbanización de la vecina plaza de la Sagrada Familia.

## Toponimia
La plaza recibe su nombre en honor al arquitecto Antoni Gaudí, cuya obra magna, el templo de la Sagrada Familia, se encuentra enfrente. El nombre fue asignado en julio de 1942, durante el mandato del primer alcalde franquista, Miquel Mateu, cuando la plaza, aunque proyectada, todavía estaba ocupada por almacenes y talleres.

## Historia
La urbanización de los entornos de la Sagrada Familia ha resultado, históricamente, controvertida. Cuando comenzaron las obras del templo, en 1883, este se encontraba en un descampado en el municipio de Sant Martí de Provençals, que pronto se vio engullido por el crecimiento de la vecina Barcelona. Pero la presencia de la basílica no estaba contemplada en el plan de ensanche de la capital, aprobado 23 años antes de que empezara a levantarse el templo. De hecho, Ildefonso Cerdá había proyectado en esa zona la construcción de un gran hipódromo, que ocupaba 14 manzanas.
En 1903 el Ayuntamiento de Barcelona, tras un concurso público, encargó al urbanista Léon Jaussely un proyecto de ensanche de la ciudad, que debía conectar el plan diseñado por Cerdá con los municipios agregados en 1897, entre ellos, Sant Martí de Provençals. En su anteproyecto, Jaussely ya había previsto la creación de una plaza frente a la fachada del Nacimiento de la Sagrada Familia que quedaba integrada en un gran bulevar que unía, de norte a sur, el nuevo ayuntamiento con la nueva estación central. Para elaborar el plan de enlaces definitivo, en 1906 Jaussely solicitó a Antoni Gaudí que definiese un entorno urbanístico para su obra. Estudiando geométricamente las visuales del templo, Gaudí y su equipo concibieron situarlo dentro de una plaza en forma de estrella octogonal, aunque debido al elevado coste se acabó reduciendo a una planta estrellada de cuatro puntas. Esta propuesta tuvo el visto bueno de Jaussely; sin embargo, su plan definitivo, aprobado en 1907 tras revisión municipal, situaba la Sagrada Familia en una plaza circular de 98 metros de diámetro. Jaussely también incluyó la creación de una vía en diagonal –hoy avenida Gaudí– para satisfacer las perspectivas deseadas por el arquitecto reusense.

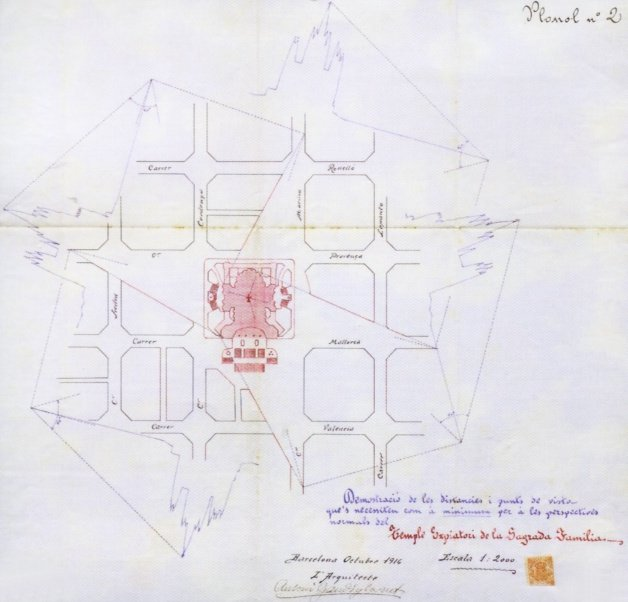
Proyecto de plaza estrellada que recogió parcialmente el plan Jaussely

Pese a todo, el plan de Jaussely, como tal, nunca se llevó a cabo. En 1917 el ayuntamiento lo reformuló con el Plan General de Urbanización de Barcelona, obra de Ferran Romeu, Ezequiel Porcel y Pedro Falqués. El nuevo plan urbanístico –conocido como Plan Romeu-Porcel– además de descartar la propuesta de plaza estrellada, apostaba por una alta edificabilidad alrededor del templo. En el caso concreto de la manzana que hoy es la plaza de Gaudí, se autorizaba la total edificación salvo unos pequeños jardines, en el lateral de la calle Marina, para ofrecer una perspectiva frontal de la fachada del Nacimiento. El nuevo plan de enlaces no gustó a Gaudí, y la Junta del Templo presentó al ayuntamiento alegaciones contra un proyecto que, al final, nunca se materializó.
En 1925 se aprobó el plan de Ensanche de Sant Martí, obra de Ubaldo Iranzo, que situaba sendas plazas frente a las fachadas de la Pasión y del Nacimiento, las que hoy son las plazas de la Sagrada Familia y de Gaudí, respectivamente. En los años siguientes el director municipal de parques y jardines, Nicolau Maria Rubió i Tudurí, se encargó de la urbanización y ajardinamiento de la primera –inaugurada en 1928– e intentó, sin éxito, convencer al ayuntamiento de hacer lo propio con la segunda, que a pesar de su calificación como zona verde había empezado a ser ocupada por almacenes y talleres de los picapedreros del templo. Esta situación anómala que se mantuvo durante más de medio siglo, llegando incluso a levantarse bloques de viviendas, alineados con el lateral de la calle de Lepanto, que se mantienen en la actualidad.
En 1953 se aprobó el nuevo plan urbanístico para la ciudad, el llamado Plan Comarcal, donde el terreno para la plaza de Gaudí siguió figurando como parque urbano. Una década más tarde, en la programación municipal 1963-64, se asignó un presupuesto de 14 millones de pesetas para su urbanización; pese a todo, en los años siguientes la manzana siguió siendo un "recinto sórdido ocupado por almacenes y barracones". A principios de los años 1970, en la etapa final de José María de Porcioles como alcalde, varios proyectos municipales amenazaron con mutilar la futura plaza. Una de las propuestas más controvertidas fue la creación de una autopista urbana, bautizada como Vía O, que debía unir el primer cinturón con la ronda litoral. Concebida como una vía rápida, cruzaba la ciudad sobre un viaducto, pasando entre la Sagrada Familia y la calle de Lepanto, sobre la todavía nonata plaza de Gaudí. Paralelamente, otro polémico proyecto fue el impulsado por el presidente de la junta municipal del entonces Distrito XII, Rogelio Mir, para conservar los edificios de la calle de Lepanto pero, a su vez, evitar el efecto antiestético de sus fachadas traseras frente a la Sagrada Familia. Para ello proponía la construcción de un edificio comercial adosado, con fachada al templo, que actuaría a modo de pantalla. Con esta propuesta, el espacio originalmente destinado a zona verde, 10 700 metros cuadrados, quedaba reducido a la mitad, aunque el proyecto de la concejalía también preveía la ubicación provisional de un mercado municipal en esa zona verde restante. Finalmente, ninguno de estos proyectos cristalizó y el Plan General Metropolitano de 1974 siguió calificando el terreno como parque urbano. A partir de 1975 el Ayuntamiento de Barcelona inició la compra de parcelas para la urbanización de la plaza. El consistorio, no obstante, ante la dificultad de reubicar a los inquilinos de los pisos de la calle de Lepanto, optó finalmente por conservar los bloques en pie, renunciando a convertir en parque público toda la manzana, tal y como inicialmente estaba previsto y como sucede en la plaza de la Sagrada Familia.
El espaldarazo definitivo para la urbanización de la plaza fue la llegada a la alcaldía de José María Socías, cuyo mandato (1976-1979) se caracterizó por la atención a las reivindicaciones vecinales y por una política en favor de las zonas verdes. Con el objetivo de dar uniformidad a los entornos de la Sagrada Familia, en 1977 el consistorio encargó la urbanización de la Plaza Gaudí a Rubió i Tudurí, responsable, medio siglo antes, del ajardinamiento frente a la fachada de la Pasión. El paisajista balear diseñó un espacio para la contemplación del templo, enmarcado en vegetación mediterránea, y con un gran estanque central, a modo de espejo natural de la fachada gaudiniana. Sin embargo, Rubió i Tudurí no vio terminado su último proyecto: falleció en mayo de 1981, a los 90 años, cuatro meses antes finalizar las obras. La plaza fue inaugurada por el alcalde de Barcelona, Narcís Serra, el 27 de septiembre de 1981, en el marco de las fiestas de la Merced. Dos años más tarde se añadió un monumento, en forma de monolito, en memoria de Rubió i Tudurí.
Desde los años 1990 los vecinos comparten la plaza con la cada vez mayor presencia de turistas, lo que ha derivado ocasionalmente, en problemas de convivencia. En especial por la presencia de cuatro plazas de aparcamiento para autocares turísticos en el lateral de calle de la Marina, y que provocaban frecuentes problemas de movilidad y contaminación. Para paliar el problema, en 2006 el ayuntamiento propuso la creación de un aparcamiento para autocares, soterrado bajo la plaza, medida que fue rechazada por los vecinos porque suponía perder parte de la zona verde.
El 24 de septiembre de 2011 dos mujeres y una niña resultaron heridas de gravedad frente a la plaza, al ser atropelladas por un autocar estacionado en el lateral de la calle de la Marina que desfrenó accidentalmente. A raíz de este accidente y de las reiteradas peticiones vecinales, en junio de 2012 el ayuntamiento prohibió la circulación de autocares en los alrededores del templo, incluyendo la plaza de Gaudí, salvo aquellos que transportan grupos de escolares o turistas con movilidad reducida, y que pueden seguir parando y desencochando en el lateral de la calle de la Marina.

## Planta
De planta rectagular y con 8000 metros cuadrados de superficie, la plaza de Gaudí ocupa la mayor parte de la manzana delimitada por las calles Mallorca, Provenza, Marina y Lepanto, salvo una franja en el lateral de la calle de Lepanto ocupada por bloques de viviendas.
Según su propio creador, el paisajista Nicolau Rubió i Tudurí, la plaza fue diseñada como un escenario para contemplar el templo de la Sagrada Familia y, en especial, la fachada del Nacimiento, la única construida por el arquitecto Antoni Gaudí. 

Lo ideal es conseguir crear un ámbito delante de la fachada de la Natividad, un espacio tierra-aire sereno, tranquilo y, hasta cierto punto neutro, que permita al espectador olvidarse de todo para concentrarse únicamente en la contemplación de la obra de Gaudí
Nicolau Rubió i Tudurí

El elemento central de la plaza es un gran estanque circular, de 3000 metros cuadrados, que Rubió i Tudurí definió como un espejo de agua, donde se refleja la basílica. Bordeando el lago artificial, un paseo de tierra entre parterres ajardinados permite contemplar diferentes panorámicas (oblicuas y frontales) de la fachada del Nacimiento y su reflejo en el agua. Originalmente, la zona del estanque más cercana a la calle Mallorca estuvo destinada al modelismo naval, pero en la actualidad se impide al acceso al agua. En esta zona se levanta un monolito en memoria de Rubió i Tudurí.
La plaza está equipada con bancos, dos fuentes de agua potable, una zona de juegos infantiles, pistas de petanca y bolos catalanes, un bar con terraza y uno de los pocos urinarios públicos de la ciudad, instalado en 1985 y remplazado por un modelo más moderno en 2012. En 2002, en la esquina de Lepanto con Provenza, el ayuntamiento inauguró un Punt verd, punto destinado al reciclaje de residuos domésticos y que cuenta también con un espacio destinado al compostaje donde originalmente se ubicaba un pipicán.

## Monumento a Rubió i Tudurí
El único monumento presente en la plaza de Gaudí es un monolito en memoria de Nicolau Rubió i Tudurí levantado en 1983, dos años después de la inauguración de la plaza y del fallecimiento del paisajista balear. La columna, de 2,36 metros de mármol blanco de Macael, es obra de Xavier Corberó, en la que fue su primera intervención escultórica en la ciudad de Barcelona. Está ubicada dentro del estanque, en un lateral, parcialmente oculta por la vegetación. Esta discreción respeta la voluntad del propio paisajista balear, que en su concepción original de este espacio evitó la colocación de estatuas o cualquier otro elemento arquitectónico que pudiera distorsionar la visión de la Sagrada Familia.

En la construcción de la plaza deberá ser evitada la utilización de elementos arquitectónicos preminentes, demasiado visibles, que corren el riesgo de ser disonantes, o bien, por el contrario, podrían convertirse en un triste pastiche gaudiniano.
Nicolau Rubió i Tudurí

## Usos
La plaza de Gaudí se ha convertido en un importante punto turístico, gracias a las perspectivas que ofrece para contemplar y fotografiar el templo de la Sagrada Familia. Por este motivo, cada viernes, sábado y domingo se instala un mercado dedicado a la venta de artesanía y souvenires.
La plaza y, en especial, el tramo de la calle de la Marina entre Mallorca y Provenza, es uno de los principales puntos de celebración de fiestas populares en el barrio. Este tramo se cierra al tráfico para acoger conciertos, cenas vecinales, exhibiciones de castellers y otras actividades, con motivo de celebraciones como la fiesta mayor de la Sagrada Familia, las fiestas de otoño del barrio o la verbena de San Juan. 
En al ámbito deportivo, el perímetro de la plaza forma parte del recorrido habitual de la Milla Sagrada Família, carrera atlética que se celebra desde 1985.

## Transportes

### Metro

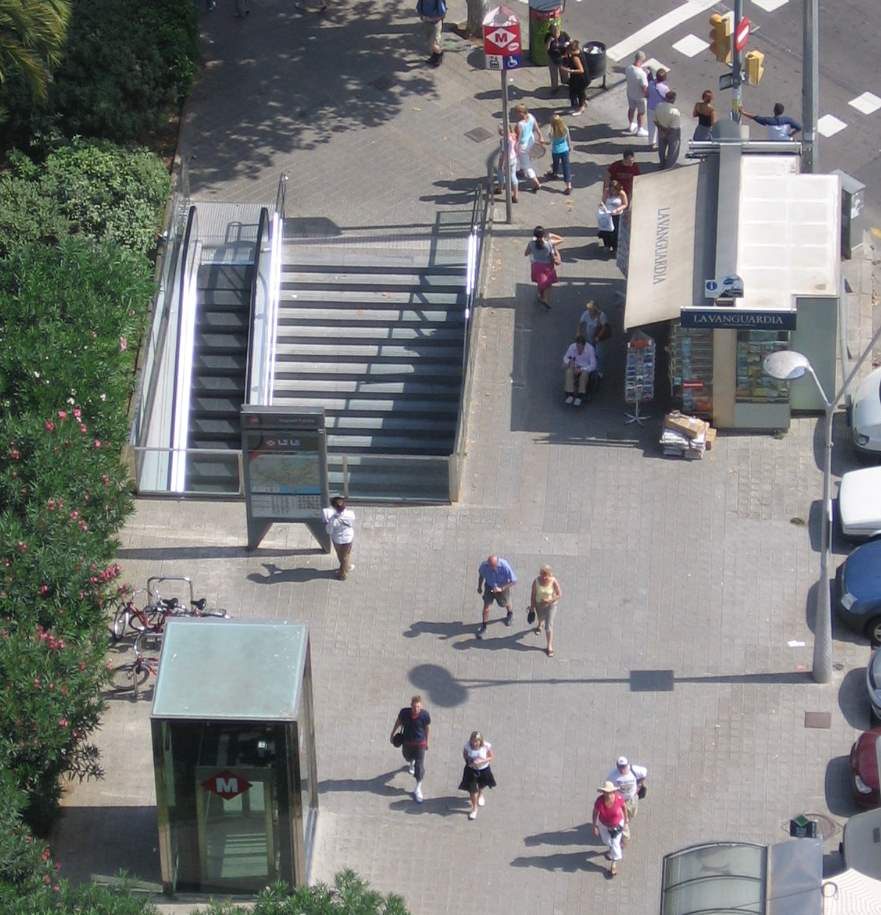
Vista aérea del acceso a la estación de metro de Sagrada Família de la L2

En esta plaza se encuentra la estación de Sagrada Família, intercambiador de las líneas 2 y líneas 5 del Metro de Barcelona. La estación de la L2, inaugurada en 1995, tiene un acceso en la propia plaza, en el chaflán de la calle de Mallorca con Marina, que cuenta con ascensor y escaleras mecánicas.

### Autocares turísticos
Desde junio de 2012 está prohibida la circulación de autocares turísticos en las calles adyacentes a la plaza (Marina, Mallorca y Provenza), medida que no incluye los autobuses urbanos y turísticos. Pese a ello, en el lateral de la plaza con la calle de la Marina hay habilitadas cuatro plazas de aparcamiento Zona Bus, que permiten encochar y desencochar a los autocares discrecionales que transportan grupos de escolares o personas con movilidad reducida con autorización previa.

### Bicicleta
La calle de Provenza dispone de un carril bici, habilitado como vía segregada, que discurre entre la calle de Rogent y el paseo de Gracia (2,5 km), pasando junto a la plaza. Asimismo, el servicio de bicing dispone de una parada tras la plaza, en la calle de Lepanto con Mallorca.